# Кривенко Олександр Анатолійович
Олекса́ндр Криве́нко  (13 травня 1963, Львів — 9 квітня 2003, Скибин, Київська область, Україна) — український журналіст, публіцист, головний редактор, політичний і громадський діяч.
Редактор львівських газет «Поступ» і «Post-Поступ». З лютого 1998 до червня 1999 року працював головним редактором «Телевізійної служби новин» на телеканалі 1+1.

## Життєпис

### Юність
Народився у Львові, в родині переселенців з Вінниччини.
- 1987 — закінчив Львівський університет ім. І.Франка (філологічний факультет). Працював на кафедрі української літератури.

### Політична і громадська діяльність
- Був одним з організаторів та активістів «Товариства Лева». Брав участь у створенні «Меморіалу», Товариства української мови.

- Вересень 1989 року — делегат Установчого з'їзду Руху

- 1990–1994 рр. — депутат Львівської обласної ради народних депутатів першого демократичного скликання, голова комісії з проблем молоді.

- 1996 — несподівано для багатьох Кривенко стає радником прем'єр-міністра України Павла Лазаренка, заступником керівника прес-служби уряду, входить до Експертної ради при керівникові уряду. Майже у той же період Кривенко був членом Політради Народно-демократичної партії. Проте невдовзі НДП почала вимагати відставки Лазаренка, і після його звільнення Кривенко залишає державну службу. Брав участь у передвиборчій кампанії партії «Громада».

- З червня 2001 року — президент громадської організації «Хартія 4».

- З березня 2001 року — директор українсько-польського журналістського клубу «Без упереджень».

- Кінець 2001 року — повернувся до активної політики. Був членом президії Громадського комітету опору «За правду!», протягом кількох місяців виконував обов'язки прес-секретаря Форуму національного порятунку. Але внаслідок незгоди з діями і намірами деяких учасників ФНП залишив посаду.

### Журналістська діяльність
- 1988 — організатор і редактор самвидавчого збірника статей «Віко» (вийшло 2 чи 3 його номери).

- З квітня 1989 року — організатор і редактор самвидавчої газети «Поступ», у 1990–1991 рр. — власний кореспондент журналу «Пам'ятки України».

- З липня 1991 року до квітня 1995 р. — головний редактор газети «Post-Поступ».

- З травня по листопад 1995 року працював головним редактором інформаційних програм — «Вікна», «Вікна в світ» — Міжнародного медіа центру «Інтерньюз», у 1996 році став головним редактором Телевізійного інформаційного агентства «Вікна».

- Кінець 1997 року — брав участь у заснуванні львівської щоденної газети «Поступ», певний час був її шеф-редактором (грудень 1997 — січень 1998).

- З лютого 1998 до червня 1999 року працював головним редактором «Телевізійної служби новин» на телеканалі 1+1.

- З березня 1999 р. до грудня 2000 р. був головним редактором щотижневого журналу «Політика і культура (ПіК)», який видавав Зіновій Кулик.

- З лютого 2002 року Кривенко очолював незалежний проєкт інформаційно-розмовного радіо «Громадське радіо», яке вело мовлення в інтернеті, на хвилях регіональних радіостанцій та у 2004—2005 рр. на хвилях інформаційно-розмовного радіо «Ера-ФМ». Домагався отримання ліцензії на радіомовлення для «Громадське радіо», але без успіху.

### Загибель
Загинув у віці 39-ти років 9 квітня 2003 року вночі о 2:20 в автокатастрофі на трасі Київ — Чернігів — Нові Яриловичі, повертаючись після поминок за загиблим попереднього дня в Іраку українським телеоператором Тарасом Процюком. За кермом автомобіля «Фольксваген гольф», в якому їхав Кривенко, був співробітник Офісу координатора проєктів ОБСЄ в Україні Гізо Грдзелідзе, який теж загинув.
Того ж трагічного дня пам'ять Кривенка вшанували хвилиною мовчання у Верховній Раді України під час відкриття ранкового засідання. Глибокі співчуття родині, друзям і колегам загиблого висловив і Президент України Леонід Кучма.
Похований на 3 полі Личаківського цвинтаря у Львові, його могила розташована біля центрального входу.

## Творчий доробок
Більшу частину його творчого доробку складають статті та есеї. Співавтор (разом з Володимиром Павлівим) культової[джерело?] книжки «Енциклопедія нашого українознавства».
Був членом асоціації «Нова література», віце-президентом Асоціації українських письменників.

## Пам'ять

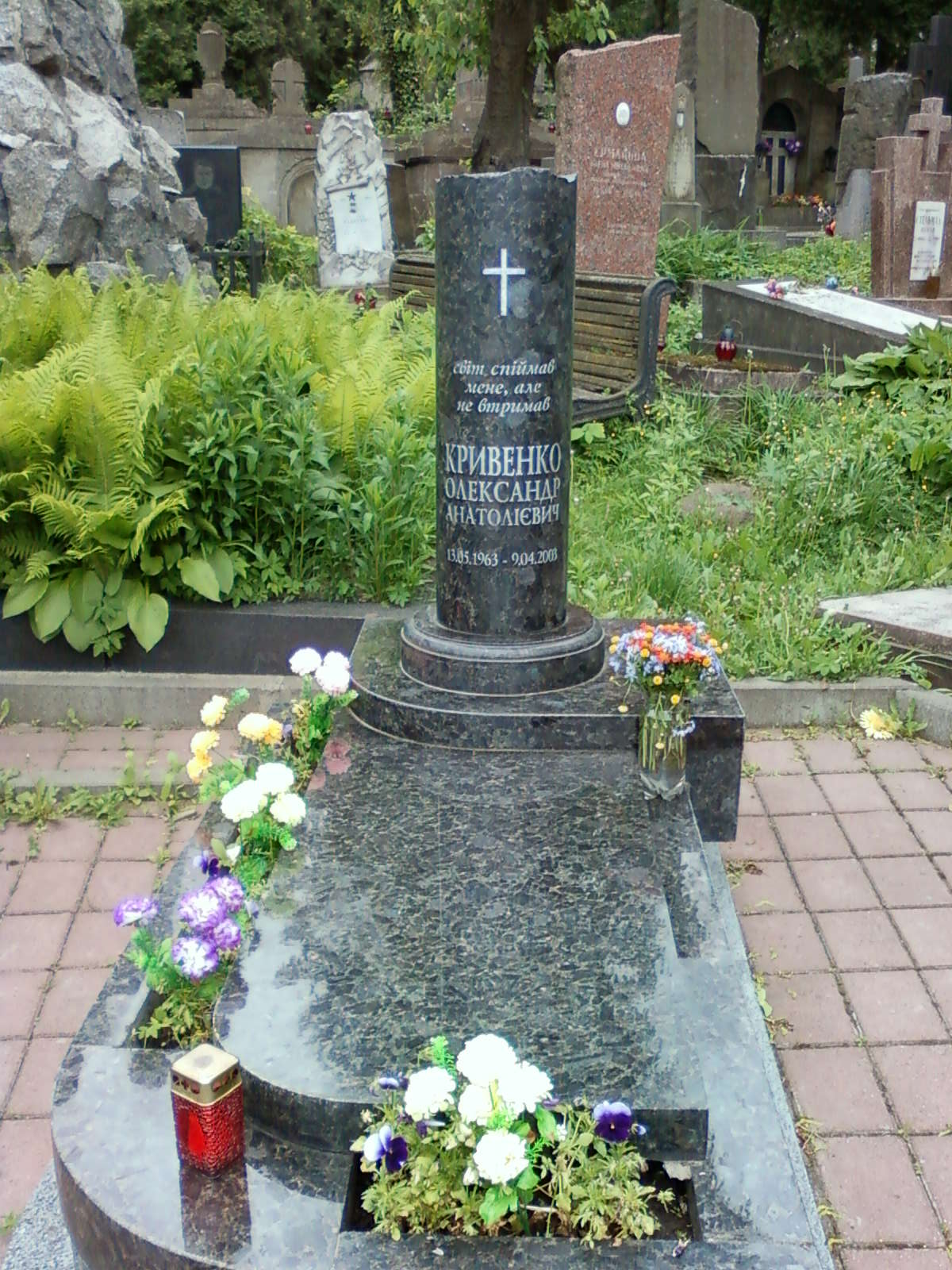
Могила О. Кривенка на Личаківському кладовищі (Львів)

У пам'ять про О. Кривенка його львівські друзі щороку 13 травня присуджують премію «За поступ у журналістиці» його імені українському журналістові — носієві вартостей, що їх плекав Олександр. При цьому в Українському католицькому університеті відбувається «Лекція Свободи» пам'яті Олександра Кривенка.
Єдине, чого б я дуже хотів, щоби пам'ятали про цих людей, щоби хто-небудь, коли-небудь сказав би фразу, яку завжди промовляють у таких випадках: ми стояли на плечах гігантів. Бо вони були такими. І Україна поки що не оцінила їх, — відомий український журналіст Микола Вересень в інтерв'ю інтернет-виданню «Главред», 17.04.2008 р.

## Тексти Олександра Кривенка
- О. Кривенко. Марґінальна моя Україна.
- О. Кривенко. У зловісному карнавалі брехні [Архівовано 22 серпня 2010 у Wayback Machine.]
- О. Кривенко, В. Павлів. Енциклопедія нашого українознавства. А — І. 1997
- О. Кривенко, В. Павлів. Енциклопедія нашого українознавства. К — П. 1997
- О. Кривенко, В. Павлів. Енциклопедія нашого українознавства. Р — Я. 1997
- Антологія публікацій у газеті «Пост-Поступ» (передмова О. Кривенка)

Одне з останніх інтерв'ю:
- Олександр Кривенко: "Росія мене не цікавить". Українська правда. 9 квітня 2003. Архів оригіналу за 22 вересня 2018. Процитовано 23 вересня 2018.